# Inkomst
Inkomst (lön) betyder oftast den summa pengar en person tjänat genom arbete före preliminärskatt. Inkomst efter skatt och andra avdrag som arbetsgivaren gjort, kallas nettoinkomst.
Inkomst för ett företag: Den ersättning som säljaren kräver för att sälja varan eller tjänsten.
Inkomst som erhålls utan aktivt arbete kallas också passiv inkomst, till exempel Avkastning på finansiella medel.
Inkomster från monopol och andra privilegium kallas monopolränta eller överinkomst. För markmonopol kallas det jordränta. Dessa inkomster skiljer sig från passiva inkomster genom att det inte finns något risktagande involverat. Avkastning från finansiella medel innebär exempelvis risktagande.

## Livsinkomst
Livsinkomst är den totala arbetsinkomst en person har under ett helt arbetsliv. Pensionen grundar sig delvis på livsinkomsten och delvis på inbetalda premier.

## Årsinkomst
Årsinkomst kallas den samlade inkomsten under ett kalenderår.

## Inkomststatistik
Statistiska centralbyrån (SCB) redovisar statistik över inkomster i Sverige. SCB använder främst två olika inkomstbegrepp för redovisning av individers och hushålls inkomster.
- Sammanräknad förvärvsinkomst: Summan av alla skattepliktiga inkomster före skatt, förutom kapitalinkomster. I den sammanräknade förvärvsinkomsten ingår inkomster från anställning och företagande samt alla skattepliktiga transfereringar, t.ex.  pension, sjukpenning, föräldrapenning, sjuk-/aktivitetsersättning och a-kassa.

- Disponibel inkomst: Summan av alla skattepliktiga och skattefria inkomster minus skatt och övriga negativa transfereringar (såsom utbetalat underhållsbidrag och återbetalat studiemedel).  De skattefria inkomsterna är främst barnbidrag, bostadsbidrag, bostadstillägg, försörjningsstöd, underhållsbidrag och studiemedel. I den disponibla inkomsten ingår därmed även kapitalinkomster.